# Gauliga Generalgouvernement 1941
Die Gauliga Generalgouvernement 1941 war die erste Spielzeit der Gauliga Generalgouvernement, nachdem diese offiziell vom Fachamtes Fußball registriert worden war. Doch bereits 1940 hatte das Sportamt der Regierung des Generalgouvernements Polen die erste regionale Fußballmeisterschaft ausgerichtet, zu der allerdings nur Reichsdeutsche und Volksdeutsche spielberechtigt waren. In der Gauliga spielten deutsche Vereine aus dem besetzten Polen. Verbände von Wehrmacht, Luftwaffe und SS stellten eigene Mannschaften auf, ebenso die deutsche Ordnungspolizei, die Ostbahn sowie mehrere unter deutscher Kontrolle stehende Großbetriebe, vor allem im Rüstungssektor. In den vier Distrikten Krakau, Radom, Warschau und Lublin des Generalgouvernements wurde jeweils ein Distriktmeister ausgespielt. Diese vier Mannschaften spielten im Pokalmodus den Gaumeister aus. Am Ende setzte sich der LSV Boelcke Krakau durch und qualifizierte sich somit für die deutsche Fußballmeisterschaft 1941/42, bei der die Krakauer nach einer 2:5-Auswärtsniederlage gegen den Planitzer SC bereits in der Qualifikationsrunde ausschieden.

## Distriktmeister
| Distrikt | Distriktmeister    |
| -------- | ------------------ |
| Krakau   | LSV Boelcke Krakau |
| Lublin   | SS/Polizei Lublin  |
| Radom    | LSV Radom          |
| Warschau | LSV Warschau       |

## Gaumeisterschaft

### Halbfinale
|                                             | Ergebnis |                                            |
| ------------------------------------------- | -------- | ------------------------------------------ |
| LSV Boelcke Krakau (Sieger Distrikt Krakau) | 2:0      | SS/Polizei Lublin (Sieger Distrikt Lublin) |
| LSV Warschau (Sieger Distrikt Warschau)     | 4:1      | LSV Radom (Sieger Distrikt Radom)          |

### Spiel um Platz 3
|           | Ergebnis |                   |
| --------- | -------- | ----------------- |
| LSV Radom | 5:2      | SS/Polizei Lublin |

### Finale um Gaumeisterschaft
|                    | Ergebnis |              |
| ------------------ | -------- | ------------ |
| LSV Boelcke Krakau | 1:0      | LSV Warschau |